# معركة بحيرة الحولة (1771)
في معركة بحيرة الحولة في 2 سبتمبر 1771، هزمت قوات المتمردين بقيادة ظاهر العمر وناصيف النصار جيش عثمان باشا الكرجي، والي دمشق العثماني، في بحيرة الحولة في الجليل الشرقي. غرق معظم جيش عثمان باشا البالغ قوامه 10000 جندي في نهر الأردن أثناء محاولتهم الفرار من قوات ظاهر بقيادة ابنه علي الظاهر. وفقًا للمؤرخ ويليام هاريس، فقد تم "إضفاء الطابع الأسطوري على المعركة في التأريخ والشعر المحلي. ومع ذلك، لم يتم تسجيل أي رواية رسمية عن المعركة من قبل العثمانيين.

## خلفية
ابتداءً من أربعينيات القرن الثامن عشر، أصبح ظهير العمر، مزارع الضرائب العربي المعين من قبل العثمانيين لمعظم الجليل، مستقلاً فعليًا وفي أواخر عام 1768 دخل في تحالف مع عدوه السابق، الشيخ ناصيف النصار، الزعيم الفعلي للبلاد. العشائر الشيعية المسلمة في جبل عامل (جنوب لبنان حاليًا). بحلول ذلك الوقت كان ظاهر هو الحاكم الفعلي على إيالة صيدا باستثناء صيدا نفسها.
في عام 1771، انضم ظاهر وناصيف إلى علي بك الكبير من مصر الذي أرسل مساعديه إسماعيل بك وأبو الذهب لغزو سوريا العثمانية. حصل تحالف المتمردين على دعم من البحرية الروسية واستولى على كل من صيدا ودمشق في أوائل يونيو، مما أدى إلى طرد محافظيهما، درويش باشا الكرجي وعثمان باشا الكرجي، على التوالي، والجيش الدرزي ليوسف شهاب، أمير جبل لبنان. ولكن بعد فترة وجيزة، انسحبت القوات المصرية فجأة من دمشق في 18 يونيو. فاجأ هذا الإجراء ظاهر وناصيف اللذين تركا عرضة للخطر أمام القوات العثمانية الصاعدة في صيدا وانسحبوا من تلك المدينة في 20 يونيو.
عند عودة عثمان باشا إلى دمشق في 26 يونيو، أطلق حملة لإعادة تأكيد سلطته على مناطق فلسطين التي بقيو ظاهرة تحت سيطرته في أعقاب الهجوم المصري. قامت قواته بإراحة عائلة جرار من حصار ظاهر لصانور واستعادت غزة والرملة. لم يتمكن عثمان باشا من استعادة يافا. عاد إلى دمشق حيث وضع الخطط لإخضاع ظاهر وناصيف. ثم وضع خطة يقوم بموجبها عثمان باشا بشن هجوم ضد قوات ظاهر في الجليل الشرقي وسيدعمه أبناؤه درويش باشا صيدا ومحمد باشا طرابلس والأهم من ذلك الأمير يوسف شهاب.

## المعركة
قاد عثمان باشا جيشه المكون من 10.000 جندي، بقيادة نفسه ووزيرين من الأناضول أرسلهما الباب العالي، عبر نهر الأردن من الشرق. لم تكن نية عثمان باشا الظاهرية إخضاع ظاهر، بل قيادة الدورة، وهي الجولة السنوية لجمع الميري (ضريبة الحج) من قرى المنطقة لتمويل قافلة الحج. بعد أن تم إخطار ظاهر وبعض أبنائه بجيش عثمان باشا الكبير ودخوله الجليل، غادروا مقرهم في عكا في 30 أغسطس وسرعان ما انضم إليهم سلاح فرسان ناصيف الكبير. تقدمت قوة المتمردين المشتركة نحو طبريا حيث جمع عثمان باشا قواته.
في فجر يوم 2 سبتمبر، واجه المتمردون جيش عثمان باشا بالقرب من بحيرة الحولة. لم يكن الأمير يوسف وقواته الدرزية قد وصلوا بعد لدعم عثمان باشا، مما ترك قوات الأخير في وضع غير مؤات. شن علي الظاهر هجومًا على معسكر عثمان باشا، بينما قامت أفواج ظاهر الأخرى، بما في ذلك فرسان ناصيف، بإغلاق المنطقة المحيطة بالمعسكر غرب نهر الأردن. وبينما كان جيش عثمان باشا يتراجع على عجل عبر النهر، غرقت الأغلبية الساحقة. عثمان باشا نفسه كاد أن يغرق، لكن أحد جنوده أنقذه. تمكن حوالي 300-500 من البقاء على قيد الحياة وعاد عثمان باشا إلى دمشق مع ثلاثة فقط من قواته.

## ما بعد الكارثة
بعد انتصارهما، هزم ظاهر وناصيف قوات الأمير يوسف بشكل حاسم في النبطية في 20 أكتوبر، ودخلا صيدا في 23 أكتوبر بعد انسحاب درويش باشا وحوالي 3000 جندي درزي بقيادة علي جنبلاط. في 22 أكتوبر، أُقيل عثمان باشا ودرويش باشا ومحمد باشا من مناصبهم. وخلف عثمان باشا محمد باشا العظم.